# ببغاء كاتينجا
ببغاء كاتينجا، المعروف أيضًا باسم ببغاء كايناتغا، هو ببغاء يستوطن في كاتانغا. وهذا النوع من الطيور ينتمي إلى فصيلة ببغاء الإقليم المداري الجديد وببغاوات العالم الجديد. موطنه الأصلي شرق البرازيل.

## روابط خارجية
- موسوعة الببغاوات العالمية - ملفات تعريف الأنواع
- ببغاء الصبار: صور وأصوات من الطيور الداخلية لسيارا ، البرازيل